# Guile of Women
Guile of Women er en amerikansk stumfilm fra 1921 af Clarence G. Badger.

## Medvirkende
- Will Rogers som Hjalmar Maartens
- Mary Warren som Hulda
- Bert Sprotte som Skole
- Lionel Belmore som Armstrong
- Charles Smiley som Larsen
- Nick Cogley som Stahl
- Doris Pawn som Annie
- John Lince
- Jane Starr